# Пареидолија
Пареидолија је психолошки феномен у ком се случајни упитни стимулуси третирају као значајни. Обично се то дешава у визуелној и звучној перцепцији. Примери за то су феномен лице на Марсу (утисак да на Марсу постоји брдо у облику људског лица) и умишљај да су се на звучном запису чуле скривене поруке.
Повезане појаве су апофенија, илузија груписања, синхроницитет и сл.